# Jesus Villamor

Villamor krijgt de Distinguished Service Cross van generaal MacArthur (1941)

Jesus A. Villamor (Abra, 7 november 1914 – Washington D.C., 28 oktober 1971) was een Filipijns gevechtspiloot en oorlogsheld. Villamor maakte naam met zijn luchtgevechten tegen Japanse piloten bij de uitbraak van de Tweede Wereldoorlog in de Filipijnen in 1941. Hij kreeg diverse hoge Amerikaanse en Filipijnse onderscheidingen. Zo kreeg hij tweemaal de op een na hoogste Amerikaanse onderscheiding, de Distinguished Service Cross en de hoogste Filipijnse militaire onderscheiding, de Medal of Valor. Tevens werd Villamor benoemd in het Amerikaanse Legioen van Verdienste.

## Biografie
Jesus Villamor werd geboren in de provincie Abra in een gezin van zeven kinderen. Zijn vader was Ignacio Villamor, de eerste Filipijnse president van de University of the Philippines. Na zijn middelbareschoolopleiding in Abra, studeerde hij economie aan het De La Salle College in Manilla. In 1936 besloot hij echter over te stappen naar de luchtvaart en begon hij op de Philippine Army Air Corps (PAAC) Flying School. Hij werd naar de Verenigde Staten gestuurd voor een opleiding aan de U.S. Air Corps Flying School in Texas en de U.S. Air Force Technical School in Denver. Na zijn opleiding vloog Villamor B-17’s in het het Strategic Bombing Squadron van de Amerikaanse luchtmacht.
Na zijn terugkeer in de Filipijnen werd Villamor benoemd tot directeur van de Philippine Corps Flying School. Kort voor de Japanse invasie bij het begin van de Tweede Wereldoorlog in de Filipijnen werd hij squadronleider het 6th Pursuit Squadron. Toen de Japanners de aanval inzetten, voerde zijn squadron van P-26 gevechtsvliegtuigen diverse luchtgevechten met Japanse Zero’s. Villamor onderscheidde zich hierbij diverse malen en kreeg voor acties op 10 december en 12 december 1941 tot tweemaal de Distinguished Service Cross toegekend. Hij is daarmee de enige Filipino die deze op een na hoogste Amerikaanse militaire onderscheiding tweemaal toegekend kreeg.
Na de vernietiging van zijn squadron, was hij actief in het verzet tegen de Japanse bezetting. Op 27 december 1942 werd hij samen met enkele anderen met de Amerikaanse onderzeeër USS Gudgeon de Filipijnen binnengesmokkeld, waarna hij een directe communicatielijn vanuit de Filipijnen met de Amerikaanse generaal Douglas MacArthur in Australië opzette. Ook coördineerde hij acties van diverse guerrillagroeperingen in Mindanao en de Visayas en voorzag hij de Amerikanen van belangrijke benodigde informatie ten behoeve van de bevrijding van de Filipijnen.
Na de oorlog werd Villamor in 1946 benoemd tot directeur van het Bureau of Aeronautics. Ook was hij betrokken bij de ontwikkeling van Manila International Airport en werd hij na de aanleg daarvan benoemd tot de eerste directeur van het vliegveld. In 21 januari 1954 kreeg Villamor van president Ramon Magsaysay de hoogste Filipijnse militaire onderscheiding, de Medal of Valor, toegekend. Later werd de belangrijkste Filipijnse luchtmachtbasis, Nichols Air Base, ter ere van hem hernoemd tot Villamor Air Base.

## Bron
- Carlos Quirino, Who's who in Philippine history, Tahanan Books, Manilla (1995)

- International Standard Name Identifier: 0000 0000 2329 6634
- Library of Congress Control Number: n83043747
- SNAC: w68m4tkk
- Virtual International Authority File: 53059001
- WorldCat: E39PBJwtkqBw3J4WfhC7txkJjC